# Marian Smoluchowski
Marian Wilhelm Theofil von Smoluchowski (né le 28 mai 1872 à Vorderbrühl en Autriche - mort le 5 septembre 1917 à Cracovie) est un physicien polonais.

## Biographie
Smoluchowski fait ses études à Vienne où il a comme professeurs Joseph Stefan et Franz Exner. Il présente sa thèse en 1895. Après son passage dans différents laboratoires européens à Paris (1895-1896), Glasgow et Berlin, il obtient un poste de professeur associé en 1900 à Lemberg, alors province autrichienne, ville aujourd'hui nommée Lviv (Ukraine), puis de professeur titulaire en 1903. Il devient professeur à l'université Jagellonne à Cracovie (Pologne) en 1913.
Il travaille sur la théorie cinétique des gaz et décrit le mouvement brownien parallèlement à Albert Einstein. Dans ses travaux, il propose une équation qui devient la base de la théorie des processus stochastiques. En 1916, il publie ses travaux sur l'équation de coagulation de particules dans un système dilué.
Il est également l'auteur de divers travaux sur la conductivité et l'ionisation des gaz, la radioactivité, l'aérodynamique et le mouvement des glaciers.
Il obtient le prix Haitinger de l'Académie des sciences de Vienne en 1908. En 1936, il est fait commandeur de l'ordre Polonia Restituta.
Mort à Cracovie, Marian Smoluchowski est enterré au cimetière Rakowicki.
En sa mémoire ont été nommés :
- un cratère lunaire (en) ;
- le prix Smoluchovski décerné par l'Association pour la recherche sur les aérosols (Gesellschaft für Aerosolforschung, GAeF)[3] ;
- le prix Marian Smoluchowski – Emil Warburg décerné conjointement par les sociétés polonaise et allemande de physique[4],[5] ;
- Médaille Marian Smoluchowski (en) décernée par la Société de physique de Pologne[6].